# Raión de Bologoye
El raión de Bologoye (ruso: Болого́вский райо́н) es un distrito administrativo y municipal (raión) ruso perteneciente a la óblast de Tver. Se ubica en el norte de la óblast. Su capital es Bologoye.
En 2021, el raión tenía una población de 31 533 habitantes.
El raión es limítrofe al norte y oeste con la óblast de Nóvgorod. En el suroeste del raión, un conjunto de enclaves forman el asentamiento cerrado de Oziorni, que no pertenece al raión y está bajo jurisdicción federal.

## Subdivisiones
Comprende 161 núcleos de población distribuidos en once gobiernos locales, que son la ciudad de Bologoye (la capital), el asentamiento de tipo urbano de Kuzhénkino y nueve asentamientos rurales:
- Berezaika
- Beriózovski Riadok
- Valdaika (con capital en Lykóshino)
- Výpolzovo
- Guziátino
- Káftino (con capital en Tímkovo)
- Kemtsy
- Kuzhénkino
- Riútino (con capital en Zaborki)